# 皮斯基 (羅姆內區)
50°41′20″N 33°28′16″E / 50.68889°N 33.47111°E
皮斯基（烏克蘭語：Піски）是位於烏克蘭東北部的村莊，由蘇梅州羅姆內區的羅姆內市鎮負責管轄。該村處於蘇拉河右岸，分別距離薩多韋2公里和羅姆內3.5公里，海拔高度117米，2001年人口143。